# Parnelli
Parnelli var ett amerikanskt racingstall som tävlade under 1970-talet.

## Historik
Vel's Parnelli Jones Racing startades av Parnelli Jones och Velco Miletich i Torrance i Kalifornien i USA 1969. 
Stallet började tävla med en fyrhjulsdriven Lola T150 som kördes av Al Unser. Han vann flera lopp och slutade tvåa i USAC-mästerskapet. Man började även tävla i Trans-Am Racing, där Jones själv vann titeln i en Ford Mustang 1970. Samma år vann Unser Indianapolis 500 och USAC-titeln i en VPJ Colt och året efter vann hans stallkamrat Joe Leonard samma titel medan Unser vann Indianapolis 500 en gång till. 
1972 vann Leonard tre lopp medan Unser och den nye tredjeföraren Mario Andretti inte vann något. Året efter vann Unser och Andretti var sitt race och i slutet av året meddelade Parnelli att de tänkte börja tävla i formel 1 säsongen 1974. Parnelli debuterade i slutet av säsongen med en Parnelli-Ford och med Andretti som förare i Kanada 1974. 
Stallet tävlade även i formel 5000 där Unser och Andretti i var sin Lola slutade tvåa respektive trea i mästerskapet. När däcktillverkaren Firestone drog sig ur racingen under 1975 drabbade det Parnellis formel 1-verksamhet hårt. Formel 5000-verksamheten, som sponsrades av Viceroy, var dock framgångsrik och Unser slutade tvåa i mästerskapsserien 1976. Parnelli beslöt då att göra ett nytt försök med USAC-racing och istället för grand prix började man konstruera en bil för Indycar, en VPJ6 med Cosworth-motor. Bilen blev en succé och Unser vann tre lopp 1976 och hans nye stallkamrat Danny Ongais vann ett par race 1977. Unser lämnade stallet men Parnellis framgångar fortsatte 1978 och 1979 då Ongais vann fem lopp. A.J. Foyt köpte Parnellibilar till säsongen 1979 men efter uppdelningen av racingen i USAC och CART lämnade Parnelli racingscenen.

## F1-säsonger
| Säsong | Tävlingsnamn                | Bil            | Motor                    | Däck | Poäng | VM-plac. | Förare         |
| ------ | --------------------------- | -------------- | ------------------------ | ---- | ----- | -------- | -------------- |
| 1974   | Vel's Parnelli Jones Racing | Parnelli VPJ4  | Ford Cosworth DFV 3.0 V8 | F    | 0     | 13:e     | Mario Andretti |
| 1975   | Vel's Parnelli Jones Racing | Parnelli VPJ4  | Ford Cosworth DFV 3.0 V8 | F/G  | 5     | 10:a     | Mario Andretti |
| 1976   | Vel's Parnelli Jones Racing | Parnelli VPJ4B | Ford Cosworth DFV 3.0 V8 | G    | 1     | 13:e     | Mario Andretti |